# Liste des sénateurs de la Nièvre

Position du département de la Nièvre (en rouge)

Cet article présente la liste des sénateurs élus dans la Nièvre durant la Cinquième République française.

## IIIeRépublique
- Charles de Bouillé de 1876 à 1879
- Antonin Viel de Lunas d'Espeuilles de 1876 à 1879
- Jean Massé de 1879 à 1888
- Étienne Tenaille-Saligny de 1879 à 1888
- Jean-Charles Decray de 1888 à 1889
- Léonel de Laubespin de 1888 à 1896
- Charles Regnault de Savigny de 1889 à 1897
- Sylvestre Hérisson de 1896 à 1900
- Félix Ducoudray de 1897 à 1898
- Charles Le Peletier d'Aunay de 1898 à 1918
- François Beaupin de 1900 à 1916
- Victor Petitjean de 1900 à 1920
- Jean Imbart de la Tour en 1920
- Émile Chomet de 1920 à 1924
- Alfred Massé de 1920 à 1924
- Gaston Provost-Dumarchais de 1921 à 1940
- François Gay de 1924 à 1933
- Émile Magnien de 1924 à 1933
- Marcel Lebœuf de 1933 à 1941
- Achille Naudin de 1933 à 1940

## IVeRépublique
- Jacques Gadoin de 1946 à 1959 (DVG)
- Jean Doussot de 1948 à 1959 (RPF)

## VeRépublique

### 1959-1965
- François Mitterrand (UDSR), élu député le 3 avril 1962. Son poste fut laissé vacant jusqu'aux élections partielles de 1963, à l'issue desquelles Daniel Benoist (DVG) est élu pour 2 ans.
- Jacques Gadoin (DVG)

### 1965-1974
- Daniel Benoist (SFIO), élu député le 3 avril 1967. Son poste fut laissé vacant jusqu'aux élections partielles de 1967, à l'issue desquelles Jean Lhospied (DVG) est élu pour 7 ans.
- Pierre Barbier (DVG)

### 1974-1983
- Pierre Petit (PS), décédé le 21 décembre 1977, et remplacé par son suppléant, Robert Guillaume (DVG), pour la suite de son mandat.
- Fernand Dussert (PS), décédé le 29 décembre 1975, et remplacé par son suppléant, Noël Berrier (PS), pour la suite de son mandat.

### 1983-1992
- Robert Guillaume (PS)
- Noël Berrier (PS), décédé le 18 décembre 1986, et remplacé par son suppléant, René-Pierre Signé (PS), pour la suite de son mandat.

### 1992-2001
- Marcel Charmant (PS)
- René-Pierre Signé (PS)

### 2001-2011
- Didier Boulaud (PS)
- René-Pierre Signé (PS)

### 2011-2017
Source : Résultats 2011 sur le site du Sénat
- Didier Boulaud (PS, 2011-2012), remplacé par Anne Emery-Dumas (PS puis LREM), dès 2012, après sa démission
- Gaëtan Gorce (PS)

### 2017-2023
- Patrice Joly (PS)
- Nadia Sollogoub (DVD)

### 2023-2029
- Patrice Joly (PS)
- Nadia Sollogoub (DVD)